# Nowiny (Podlodówek)
Nowiny – część wsi Podlodówek w Polsce położona w województwie lubelskim, w powiecie lubartowskim, w gminie Michów.
Nowiny należą do sołectwa Podlodówek.
W latach 1975–1998 miejscowość administracyjnie należała do województwa lubelskiego.